# エミル・ロバック
エミル・ロバック（Emil Roback, 2003年5月3日 - ）は、スウェーデンのプロサッカー選手。U-19スウェーデン代表。ムアントン・ユナイテッドFC所属。ポジションはフォワード。

## 経歴

### クラブ
IFKノルシェーピンでサッカーを始め、その後2つのクラブで短期間を過ごした。
2015年にアルスヴェンスカン・ハンマルビーの下部組織に入団。2020年1月3日、トップチームとプロ契約を交わした。4月24日、Dplayで放送されたCOVID-19パンデミック期間中のハンマルビーの親善試合で、クラブの株主でもあるズラタン・イブラヒモヴィッチとともにストライカーとして出場。
このシーズンの残りの期間、ハンマルビーの提携クラブであるフレイに期限つきで移籍し、エッタン（3部リーグ）で8試合に出場した。ハンマルビーに復帰すると、6月25日、スウェーデンカップのヨーテボリ戦で、ハンマルビーでの公式戦初出場。74分にイマド・ハリリとの交代で出場したが、このプロデビュー戦は1-3で敗れた。
アーセナルやバイエルン・ミュンヘンなどのビッグクラブも関心を寄せる中、2020年8月14日、イタリア・セリエAのACミランに移籍。移籍金は15,000,000 - 20,000,000クローナと報じられた。
2022年1月13日、コッパ・イタリアのジェノア戦で途中出場し、トップチームデビューを果たした。8月31日、デンマーク・スーペルリーガのノアシェランに期限つきでレンタル移籍することが発表された。
2023年1月6日、ノアシェランよりレンタル早期打切りによりACミランへ復帰。
3月25日、スウェーデンのIFKノルシェーピンに12月31日までの期限つきでレンタル移籍することが発表された。
12月31日、IFKノルシェーピンよりレンタル期間満了によりACミランへ復帰。
2024年7月15日、ムアントン・ユナイテッドFCへ完全移籍。

### 代表
2019年からスウェーデンの世代別代表に選出されている。

## 個人成績

### クラブ
| 国内大会個人成績 | 国内大会個人成績 | 国内大会個人成績 | 国内大会個人成績   | 国内大会個人成績 | 国内大会個人成績 | 国内大会個人成績 | 国内大会個人成績 | 国内大会個人成績 | 国内大会個人成績 | 国内大会個人成績 | 国内大会個人成績 |
| 年度             | クラブ           | 背番号           | リーグ             | リーグ戦         | リーグ戦         | リーグ杯         | リーグ杯         | オープン杯       | オープン杯       | 期間通算         | 期間通算         |
| 年度             | クラブ           | 背番号           | リーグ             | 出場             | 得点             | 出場             | 得点             | 出場             | 得点             | 出場             | 得点             |
| スウェーデン     | スウェーデン     | スウェーデン     | スウェーデン       | リーグ戦         | リーグ戦         | リーグ杯         | リーグ杯         | オープン杯       | オープン杯       | 期間通算         | 期間通算         |
| ---------------- | ---------------- | ---------------- | ------------------ | ---------------- | ---------------- | ---------------- | ---------------- | ---------------- | ---------------- | ---------------- | ---------------- |
| 2020             | ハンマルビー     | 34               | アルスヴェンスカン | 0                | 0                | 1                | 0                | -                | -                | 1                | 0                |
| 2020             | フレイ           |                  | エッタン           | 8                | 0                | -                | -                | -                | -                | 8                | 0                |
| イタリア         | イタリア         | イタリア         | イタリア           | リーグ戦         | リーグ戦         | イタリア杯       | イタリア杯       | オープン杯       | オープン杯       | 期間通算         | 期間通算         |
| 2020-21          | ACミラン         | 93               | セリエA            | 0                | 0                | 0                | 0                | -                | -                | 0                | 0                |
| 2021-22          | ACミラン         | 93               | セリエA            | 0                | 0                | 1                | 0                | -                | -                | 1                | 0                |
| デンマーク       | デンマーク       | デンマーク       | デンマーク         | リーグ戦         | リーグ戦         | リーグ杯         | リーグ杯         | オープン杯       | オープン杯       | 期間通算         | 期間通算         |
| 2022-23          | ノアシェラン     | 38               | スーペルリーガ     | 0                | 0                | 1                | 0                | 1                | 0                | 2                | 0                |
| スウェーデン     | スウェーデン     | スウェーデン     | スウェーデン       | リーグ戦         | リーグ戦         | リーグ杯         | リーグ杯         | オープン杯       | オープン杯       | 期間通算         | 期間通算         |
| 2023             | ノルシェーピン   |                  | アルスヴェンスカン | 3                | 0                | 0                | 0                | -                | -                | 3                | 0                |
| 通算             | スウェーデン     | スウェーデン     | アルスヴェンスカン | 0                | 0                | 1                | 0                | -                | -                | 1                | 0                |
| 通算             | スウェーデン     | スウェーデン     | エッタン           | 8                | 0                | 0                | 0                | -                | -                | 8                | 0                |
| 通算             | イタリア         | イタリア         | セリエA            | 0                | 0                | 1                | 0                | -                | -                | 1                | 0                |
| 通算             | デンマーク       | デンマーク       | スーペルリーガ     | 0                | 0                | 1                | 0                | 1                | 0                | 2                | 0                |
| 総通算           | 総通算           | 総通算           | 総通算             | 11               | 0                | 3                | 0                | 1                | 0                | 15               | 0                |